# Азарова, Анна Александровна
А́нна Алекса́ндровна Аза́рова (род. 26 августа 1980, Москва) — российская актриса кино и телевидения, фотомодель.

## Биография
Родилась в Москве. Мать — домохозяйка, отец — бригадир на заводе. С 14-летнего возраста в течение восьми лет работала в модельном бизнесе за пределами РФ. В Россию вернулась в 2004 году. Играла главную роль в телесериале «Дорогая Маша Березина» на «СТС», «Молодой Волкодав», комедии «День выборов». Участвовала в фотосессии журнала «Maxim». Участница реалити-шоу «Танцы на льду» на канале РТР в 2006 году (выступала с Олимпийским чемпионом Евгением Платовым).
Режиссёр Василий Пичул отзывался о ней: «Аня замечательная актриса, мне кажется, с большим будущим. У нас таких красивых актрис, способных к тому же драматически играть, петь и танцевать не было со времён Любови Орловой».

## Личная жизнь
Гражданский муж — Павел Башнин. Дети — Дмитрий и Григорий (24.03.2008), Александра (05.10.2012), Маруся (11.12.2015).

## Фильмография
| Год  |   | Название                                | Роль                       |
| ---- | - | --------------------------------------- | -------------------------- |
| 2004 | ф | Даже не думай 2: Тень независимости     | Сандра                     |
| 2004 | ф | Дорогая Маша Березина                   | Маша Березина, супермодель |
| 2004 | ф | Холостяки                               | Оля                        |
| 2005 | ф | Кинофестиваль, или Портвейн Эйзенштейна | Марина Алмазова            |
| 2006 | ф | Один в Новогоднюю ночь                  | Оля                        |
| 2005 | ф | Молодой Волкодав                        | Вилия                      |
| 2006 | ф | День выборов                            | Аня, секретарь             |
| 2007 | ф | Лузер                                   | миловидная девушка         |
| 2008 | ф | 45 см                                   | Мила                       |
| 2007 | ф | Господа офицеры: Спасти императора      | Варя                       |
| 2011 | с | «Алиби» на двоих                        | Кристина Олеговна Киреева  |
| 2010 | ф | Служебный роман. Наше время             | «барсучок»                 |
| 2011 | ф | Сибиряк                                 | Галина                     |
| 2012 | ф | Гольфстрим под айсбергом                | Лейла                      |
| 2013 | ф | Комплекс полноценности                  | секретарша                 |